# Đỉnh Agepsta
Đỉnh Agepsta (tiếng Gruzia: აგეფსთა, tiếng Abkhaz: Аҕьаҧсҭа, Agh'aphstha) là một ngọn núi trong dãy Gagra nằm trong hệ thống Dãy núi Kavkaz nằm ở Abkhazia, Gruzia.
Đỉnh núi cao 3.357 m (11.014 ft) so với mực nước biển.

## Địa chất
Các sườn dốc của Đỉnh Agepsta, lên tới độ cao 1.700–1.800 m (5.577–5.906 ft), được bao phủ bởi những rừng Thông Nordmann (Abies nordmanniana) và Sồi phương Đông (Fagus orientalis). Chúng nằm trong vùng sinh thái rừng hỗn hợp Kavkaz của Khu sinh học Rừng lá rộng và hỗn hợp ôn đới.
Ở những độ cao lớn hơn xuất hiện đồng cỏ núi cao. Ở những độ cao gần với đỉnh núi có các sông băng nhỏ.